# Jeulikat
Jeulikat is een bestuurslaag in het regentschap Aceh Utara van de provincie Atjeh, Indonesië. Jeulikat telt 394 inwoners (volkstelling 2010).